# L’elisir d’amore

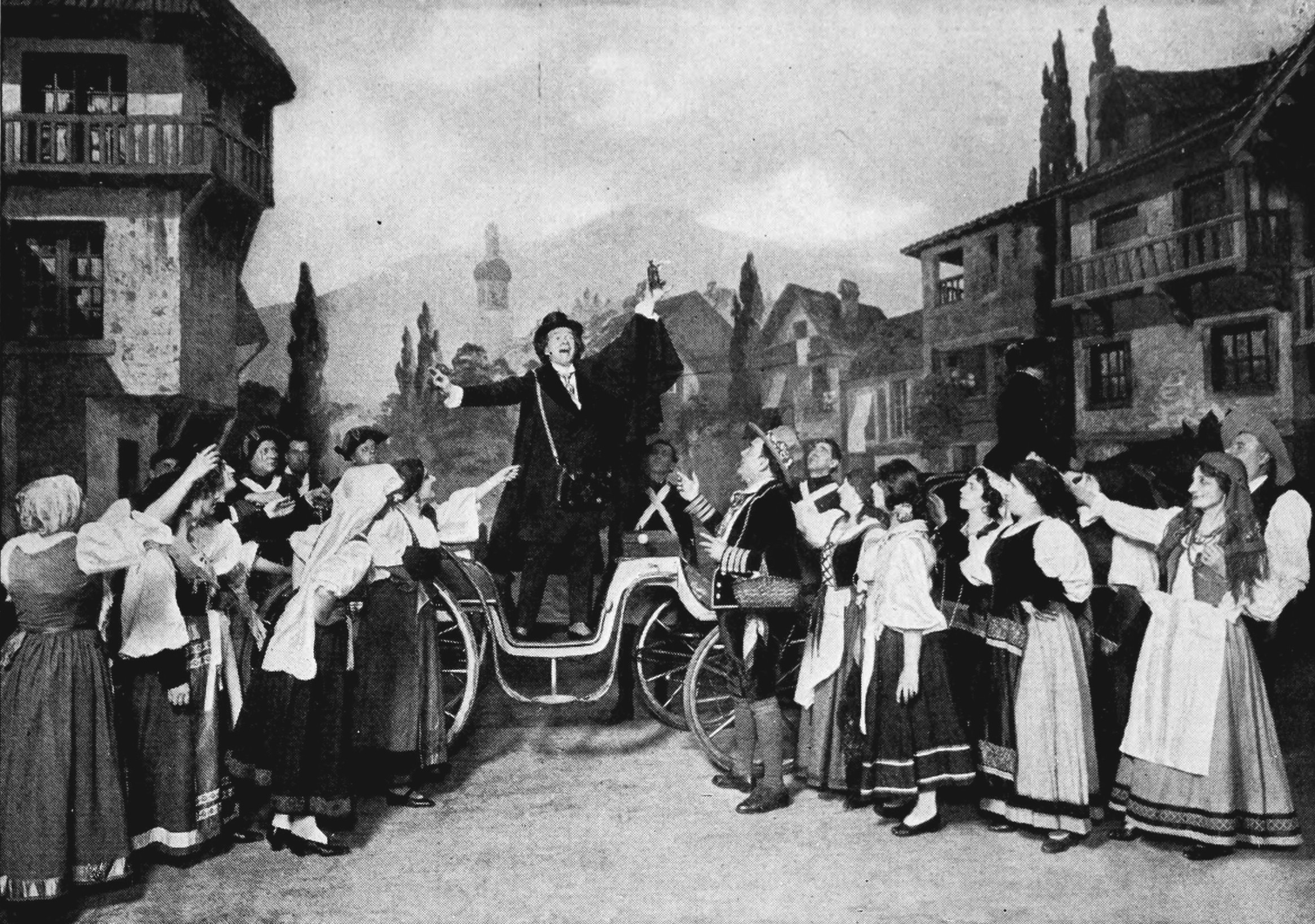
Dulcamara preist seine „Zaubertränke“ an (Akt I), Metropolitan Opera, 1916

L’elisir d’amore (deutsch Der Liebestrank) ist eine Opera buffa (Originalbezeichnung: „melodramma giocoso“) in zwei Akten von Gaetano Donizetti mit einem Libretto von Felice Romani nach Eugène Scribes Libretto zu Daniel-François-Esprit Aubers Oper Le philtre (1831). Sie wurde am 12. Mai 1832 am Mailänder Teatro della Canobbiana uraufgeführt.

## Handlung

### Erster Akt
Erstes Bild: Eingang zu einem Gut
Der einfache junge Bauer Nemorino ist in die schöne und reiche Gutsbesitzerin Adina verliebt, die jedoch nichts von ihm wissen will. In einer Arbeitspause liest Adina den Landleuten aus einem Buch die Geschichte von Tristan und Isolde vor, die durch einen Liebestrank verbunden sind. Nemorino bewundert die vorlesende Adina und ist von der Geschichte beeindruckt. Soldaten kommen ins Dorf; der aufschneiderische Sergeant Belcore macht Adina den Hof und auch gleich einen Heiratsantrag; sie ist zwar geschmeichelt, weist Belcore aber zunächst ab. Der durch Belcores Antrag alarmierte Nemorino gesteht nun seinerseits Adina seine Liebe, aber sie lacht ihn aus.
Zweites Bild: Dorfplatz
Mit Pomp und Trompetenklang zieht der Quacksalber Dulcamara ins Dorf ein und preist den Bauern seine unglaublich günstigen Heilmittel gegen alle möglichen Leiden an. Nemorino fragt Dulcamara, ob der unter seinen Wundermitteln nicht auch einen Liebestrank habe, mit dem er die Liebe Adinas gewinnen könnte. Dulcamara ergreift die Gelegenheit, den Einfaltspinsel übers Ohr zu hauen, und verkauft Nemorino eine Flasche Wein als Liebestrank. Die Wirkung würde sich allerdings erst in 24 Stunden einstellen – also erst, wenn Dulcamara längst über alle Berge sein wird. Als Adina zurückkommt, ist Nemorino im Vorgefühl der Wirkung des Liebestranks wie ausgewechselt: Er versichert ihr, innerhalb eines Tages sei er seinen Liebeskummer los, was Adina dann doch verärgert. Als Belcore dazukommt, erklärt sie, diesen in sechs Tagen heiraten zu wollen, worüber Nemorino nur lachen kann. Da wird Belcore die Nachricht überbracht, dass sein Regiment schon am nächsten Morgen abrücken müsse. Adina ist daraufhin bereit, Belcore noch am selben Tag zu heiraten. Nemorino ist verzweifelt, weil bis dahin der Liebestrank noch nicht wirken kann. Er beschwört Adina, die Hochzeit mit Belcore wenigstens einen Tag aufzuschieben, weil sie es sonst bereuen müsse. Niemand versteht das sonderbare Benehmen Nemorinos und so verspotten ihn Adina, Belcore und die Bauern als Trottel.

### Zweiter Akt
Erstes Bild: Im Innern von Adinas Gut
In Adinas Gutshof kommt die Hochzeitsgesellschaft zusammen (Einlage: Dulcamara singt mit Adina das Lied von der Schifferin und dem Senator). Um Nemorino zu demütigen, will Adina den Heiratsvertrag aber erst unterzeichnen, wenn Nemorino als Zeuge mit unterschreibt. Dieser verlangt unterdessen von Dulcamara einen weiteren Liebestrank, und zwar einen, der sofort wirkt. Allerdings hat Nemorino nun kein Geld mehr und ohne Bezahlung will ihm der Scharlatan nichts geben. Völlig verzweifelt wendet sich Nemorino an seinen Rivalen Belcore: Er will sich von diesem als Soldat anwerben lassen, nur um für das Handgeld den Liebestrank kaufen zu können. Belcore freut sich, dass er seinen Rivalen endgültig loswird und zugleich einen neuen Rekruten bekommt. Er gibt Nemorino 20 Scudi, so dass dieser Dulcamara bezahlen kann.
Zweites Bild: Im Hof des Guts
Auf dem Gut wird unterdessen bekannt, dass Nemorinos Onkel gestorben ist und diesem ein beträchtliches Vermögen hinterlässt. Die Mädchen umschwärmen jetzt Nemorino, der von der Erbschaft noch nichts weiß und der daher seine plötzliche Beliebtheit bei den jungen Frauen auf die Wirkung des Liebestranks zurückführt. Dulcamara, der Zeuge der Szene geworden ist, glaubt jetzt selbst an die Wirkung seines Tranks und empfiehlt ihn wiederum Adina, bei der er Anzeichen von Liebeskummer auszumachen glaubt. So erfährt Adina nun auch vom Liebestrank und dass sich Nemorino deswegen an die Soldaten verkauft hat; sie ist bewegt von der Tiefe der Gefühle Nemorinos. Den von Dulcamara angebotenen Liebestrank weist sie allerdings zurück.
Nemorino glaubt, endlich auch bei Adina erste Anzeichen von Zuneigung erkannt zu haben. Adina hat unterdessen den Kontrakt von Belcore zurückgekauft und gesteht Nemorino endlich auch ihre Liebe. Nemorino erfährt nun auch von seiner Erbschaft und so ist sich Dulcamara sicher, dass sein Trank nicht nur Liebe, sondern auch Reichtum verschaffen könne. Alle sind glücklich und froh – bis auf Belcore, der wünscht, Dulcamara möge sich den Hals brechen.

## Entstehung
1830 gelang Donizetti mit Anna Bolena, seiner 31. Oper, endlich der Durchbruch. Ein Jahr zuvor hatte der nur fünf Jahre ältere Rossini, der seit 1823 in Paris lebte, seine französische Grand opéra Wilhelm Tell in Paris uraufgeführt. Zwar wusste damals noch niemand, dass es seine letzte Oper sein würde, dennoch waren Donizetti und Vincenzo Bellini, der sich bereits 1827 mit Il pirata etabliert hatte, nun die führenden Opernkomponisten Italiens. 1832 kehrte Donizetti nach fast zehn Jahren wieder an die Mailänder Scala zurück – neben dem Teatro San Carlo in Neapel damals das wichtigste Opernhaus Italiens. Seine dort am 13. März 1832 aufgeführte (und heute vergessene) Oper Ugo, conte di Parigi wurde jedoch ein Reinfall – trotz eines Starensembles mit Giuditta Pasta, Giulia Grisi und Domenico Donzelli, die in derselben Spielzeit in Bellinis Norma auftraten (uraufgeführt am 26. Dezember 1831); bereits nach fünf Vorstellungen wurde Ugo vom Spielplan abgesetzt und wieder durch Norma ersetzt.

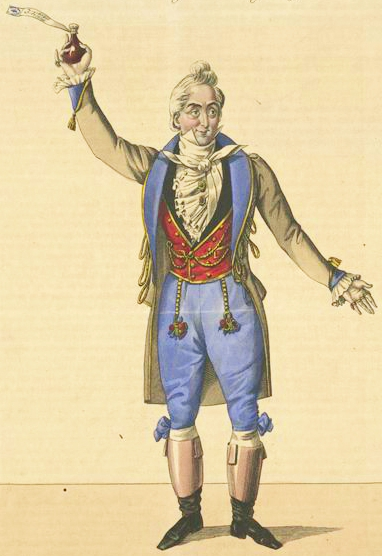
Giuseppe Frezzolini (1789–1861) als Dulcamara mit dem Wundermittel

Das Angebot Alessandro Lanaris, des Impresarios des Mailänder Teatro della Canobbiana, für einen anderen Komponisten einzuspringen und noch im Frühjahr 1832 eine neue Oper herauszubringen, war daher für Donizetti eine gute Gelegenheit, den Misserfolg an der Scala umgehend auszugleichen (den Vorschlag, eine vorhandene Oper zu überarbeiten, soll Donizetti zurückgewiesen haben). Der Dichter Felice Romani, mit dem Donizetti schon bei Anna Bolena und zuletzt wieder beim gescheiterten Ugo zusammengearbeitet hatte, schrieb nun den Text für die neue Oper mit dem Titel L’elisir d’amore, wobei er das Libretto von Eugène Scribe für Daniel-François-Esprit Aubers Oper Le philtre, die 1831 in Paris uraufgeführt worden war, verwendete. Dieses Libretto basierte wiederum auf dem Stück Il filtro von Silvio Malaperta, also auf einer italienischen Vorlage. Romani übersetzte den Text Scribes und passte ihn an italienische Verhältnisse an. Die meisten Nummern von L’elisir d’amore gehen auf Le Philtre zurück: „Fast jede Situation hat ihr Gegenstück in der französischen Vorlage, doch schärft und spitzt Romani einen Moment nach dem anderen.“ Zu den neu aufgenommenen Stücken gehört auch die bekannteste Nummer der Oper Una furtiva lagrima, die Donizetti erst gegen Romani durchsetzen musste.
Wie Rossinis Il barbiere di Siviglia gilt L’elisir d’amore als Musterbeispiel für den schnellen Wurf eines Komponistengenies, und traditionell wird oft behauptet, die Oper sei in nur zwei Wochen entstanden. Die genauen Umstände der Entstehung von L’elisir liegen jedoch im Dunkel, weil ausgerechnet aus dieser Zeit kaum Briefe Donizettis erhalten sind, und der Donizetti-Spezialist William Ashbrook wies darauf hin, dass Donizetti den Auftrag bereits Anfang März, also etwa zehn Wochen vor der Premiere, erhalten haben könnte. Trotzdem war die Zeit bis zur Uraufführung Mitte Mai knapp bemessen, auch für einen schnellen Komponisten wie Donizetti, der bis dahin innerhalb von 15 Jahren schon 35 Opern (darunter allerdings auch Einakter) komponiert hatte. In einem Brief an seinen Vater vom 24. April 1832 berichtete Donizetti, dass er noch nicht fertig sei,:747 aber dass nur noch wenig fehle, und dass selbst der bekanntermaßen langsame und unzuverlässige Romani sich diesmal beeilt habe, und nur noch „gewisse Dinge für die Bühne abstimmen“ musste. Bis zur Premiere blieben Donizetti dann noch knapp drei Wochen.
Donizetti war jedoch gewöhnt an die Unwägbarkeiten und Unzuverlässigkeiten des damaligen italienischen Opernbetriebs, arbeitete sehr ökonomisch und hatte immer einen Vorrat an Entwürfen und Skizzen aus anderen Opernprojekten, auf die er zurückgreifen konnte. Immerhin gelang es ihm so, in der außerordentlich kurzen Zeit eine neue abendfüllende Oper mit 28 Nummern fertigzustellen; L’elisir d’amore ist also keine Kurzoper, die Partitur umfasst über 600 Seiten.
Als Ensemble stand Donizetti nicht die allererste Garde zur Verfügung wie an der Scala oder anderen Häusern, die auf Seria-Opern spezialisiert waren, sondern ein typisches Ensemble eines Buffo- und Semiseria-Theaters, wie es das Cannobbiana war. Die Hauptrollen sangen Sabine Heinefetter (Adina), Gianbattista Genero (Nemorino), Henri-Bernard Dabadie (Belcore) und Giuseppe Frezzolini (Dulcamara). In einem Brief an seinen Vater schrieb Donizetti über drei dieser Sänger: „… der einzige Tenor ist passabel, die „donna“ hat eine hübsche Stimme, der Buffo übertreibt ein bisschen.“ Giuseppe Frezzolini (1789–1861), der Vater der später berühmten Sopranistin Erminia Frezzolini, war bereits ein Bekannter von Donizetti, der für ihn Hauptrollen in Olivo e Pasquale (1827) und Alina (1828) komponiert hatte. Der Bariton Dabadie (1797–1853) hatte zuvor eine beachtliche Karriere an der Pariser Oper – Rossini hatte für ihn u. a. die Titelrolle in Guillaume Tell (1829) geschrieben –, und kannte sich schon im Stoff aus, denn er hatte bereits in Aubers Le Philtre gesungen.

Sänger der Uraufführung von 1832
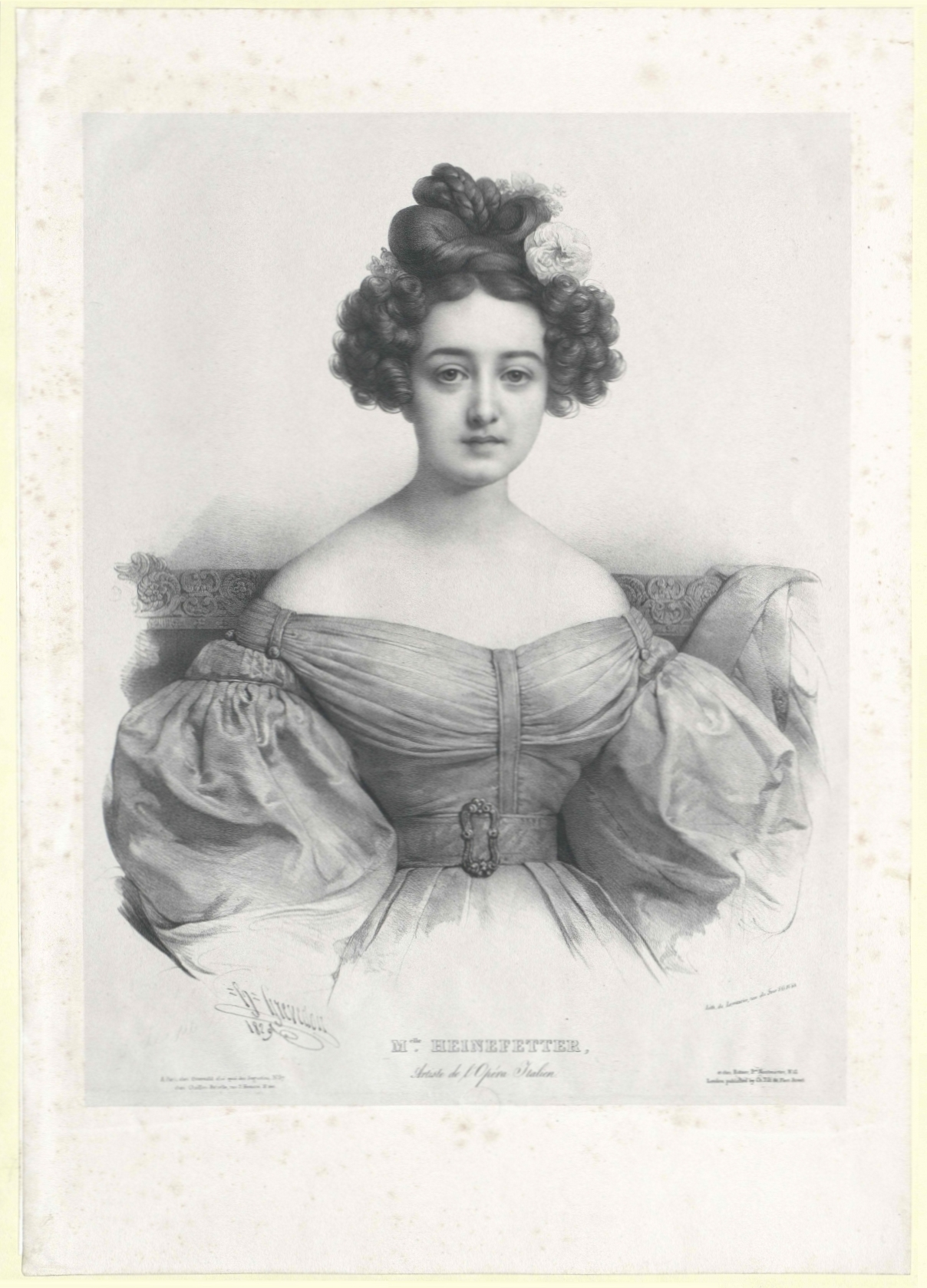
Sabine Heinefetter (Adina)
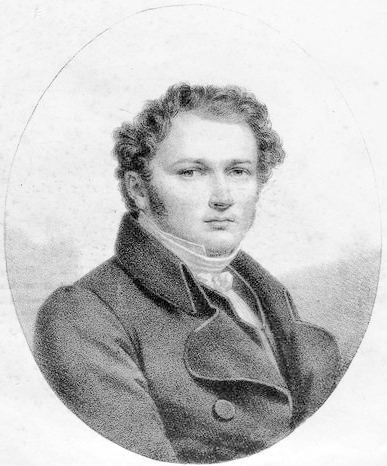
Henri-Bernard Dabadie (Belcore)
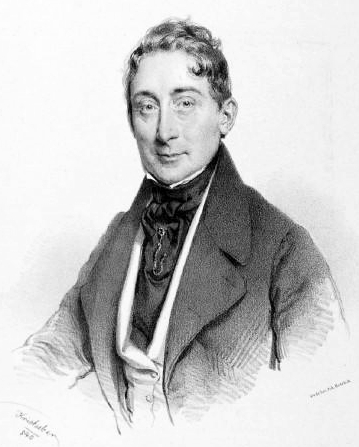
Giuseppe Frezzolini (Dulcamara)

## Aufführungsgeschichte

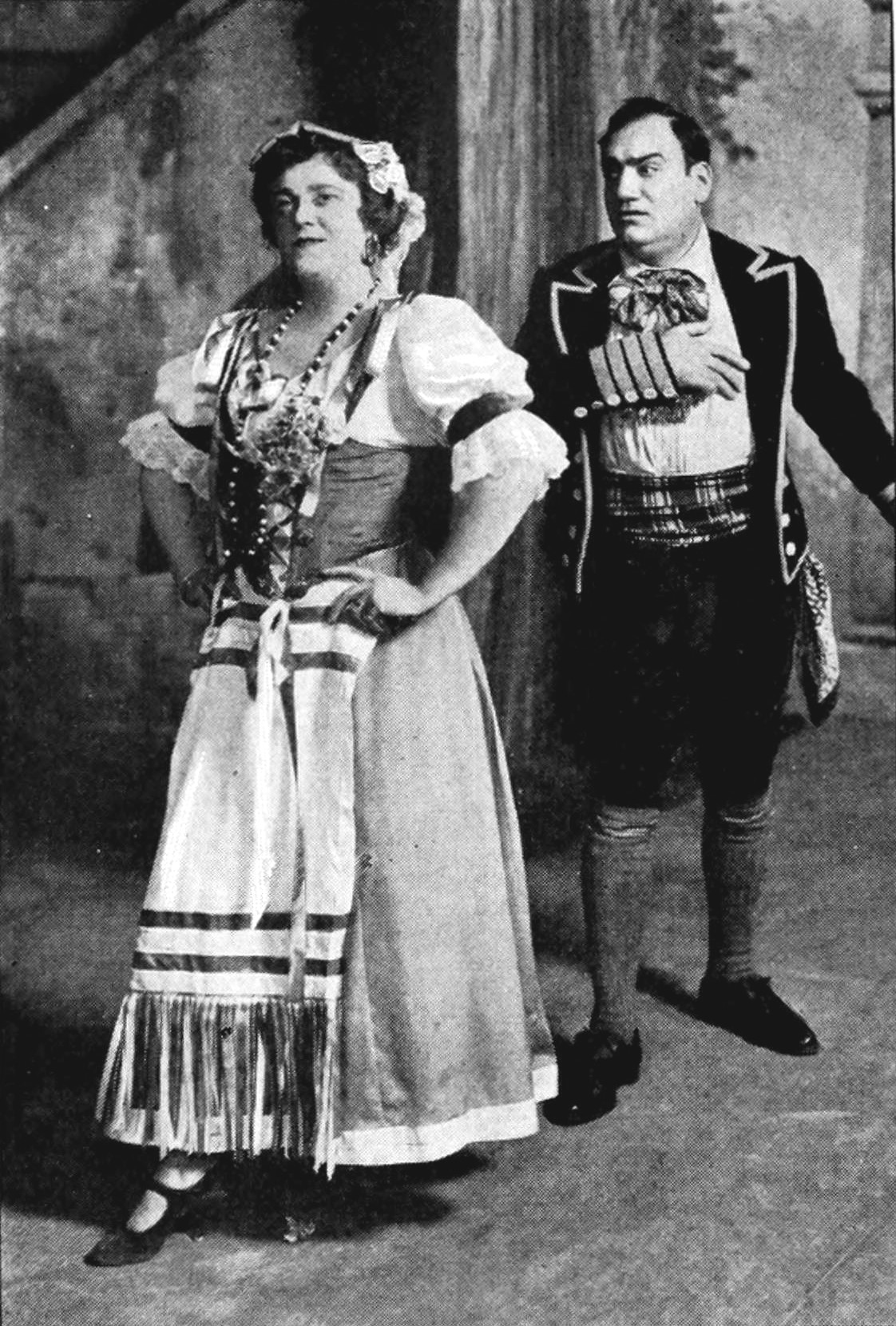
Frieda Hempel als Adina und Enrico Caruso als Nemorino in einer Inszenierung der Metropolitan Opera, 1916

Trotz der Widrigkeiten wurde die Uraufführung von L’elisir d’amore am 12. Mai 1832 zu einem der größten Erfolge in Donizettis Karriere. Von der zeitgenössischen Kritik wurde die Oper „in den Himmel gehoben“.:750 Donizetti selbst nahm den überraschenden Erfolg mit gemischten Gefühlen auf: Er hätte es vorgezogen, mit einem ernsten bzw. historischen Stoff zu reüssieren. Die Oper kam noch in der laufenden Spielzeit auf die außergewöhnlich hohe Zahl von 33 Wiederholungen. Schenkt man den Memoiren des Zeitzeugen Hector Berlioz Glauben, so muss man sich diese Aufführungen in etwa so vorstellen:

„Bei der Ankunft zwang ich mich aus Pflichtgefühl, die neueste Oper zu hören. Donizettis L’elisir d’amore wurde am Cannobiana gegeben. […] Ich fand das Theater voller Menschen, die sich mit dem Rücken zur Bühne in normaler Lautstärke unterhielten. Unbeirrt gestikulierten und brüllten sich die Sänger im reinen Geist des Wettbewerbs die Seele aus dem Leib. Zumindest schloss ich das aus den aufgerissenen Mündern; der Lärm des Publikums war nämlich so groß, dass man außer der Basstrommel nichts hörte. Die Leute spielten, aßen in ihren Logen zu Abend usw. Folglich, da ich von der mir neuen Partitur nichts zu hören erwartete, ging ich.“

Die Oper verbreitete sich rasch auf anderen Bühnen in Italien, 1833 bereits an bedeutenden Opernhäusern wie dem Teatro della Pergola in Florenz und dem Teatro La Fenice in Venedig (mit Fanny Tacchinardi-Persiani), und 1835 an der Mailänder Scala, mit Maria Malibran als Adina (eine ihrer letzten Rollen) und erneut Giuseppe Frezzolini als Dulcamara. Da die Malibran ein Mezzosopran war, musste sie die Rolle an ihre eigenen Möglichkeiten anpassen und sang z. B. ein neues, wahrscheinlich selbstkomponiertes, Rondò auf den Text „Prendi per me sei libero“. Schnell folgten auch Aufführungen auf internationaler Ebene, in Barcelona und Madrid (1833), Lissabon (1834), Wien (1835), London (1836), Mexico (1836) und Paris (1839). Die erste Aufführung in deutscher Sprache erfolgte bereits 1834 in Berlin,:750 erste Aufführungen in englischer Übersetzung in New York 1838. Weitere Aufführungen in der jeweiligen Landessprache gab es 1839 in Warschau (Polnisch), 1840 in Klausenburg (Ungarisch) und Stockholm (Schwedisch), 1841 in Sankt Petersburg (Russisch) und später auch in anderen Sprachen.
Wie nur wenige der insgesamt 71 Opern Donizettis lässt sich für L’elisir d’amore bis heute eine lückenlose Aufführungstradition feststellen; das Werk wurde auch in den Zeiten gespielt, in denen die italienische Oper bei Musikern und Fachleuten insgesamt weniger Ansehen genoss. Seit der Renaissance des Belcanto und der italienischen Oper generell, ab den 1950er-Jahren, gehört die Oper an allen großen Opernhäusern zum festen Repertoire. L’elisir d’amore zählt heute zu den zwölf meistgespielten Opern, Operabase verzeichnet für die Saisonen 2011/12 und 2012/13 weltweit 512 Aufführungen und 25 Premieren, die meisten Aufführungen fanden in London (23), Wien (19), Dresden (19), Prag (18) und New York (18) statt. Da L’elisir d’amore zwar anspruchsvoll ist, dennoch keine übermäßigen Anforderungen an die Sänger stellt, wird diese Oper oft auch an kleineren Häusern gespielt, zuletzt etwa in Hof oder Osnabrück, und auch an weniger bekannten Opernhäusern etwa in Austin, Baku, Salt Lake City oder Shanghai.

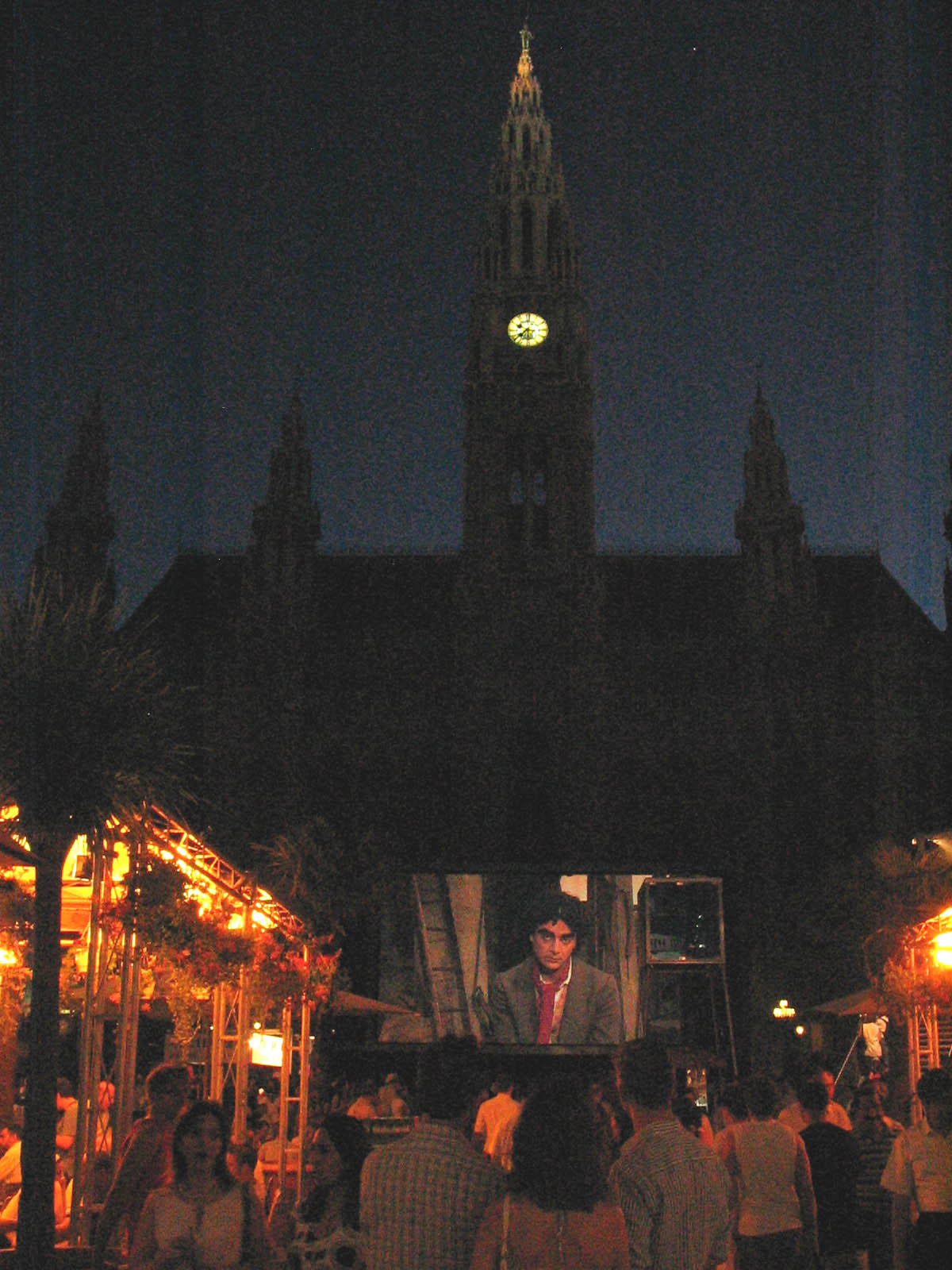
Übertragung einer Aufführung der Wiener Staatsoper auf den Rathausplatz in Wien – Rolando Villazón als Nemorino, 2005

Bei einem derartigen Dauerbrenner bleibt es nicht aus, dass einige Inszenierungen sich jahrzehntelang auf den Spielplänen gehalten haben, so beispielsweise in Wien, Hamburg und New York, wo man versuchte, die Oper in etwa originalgetreu und so auf die Bühne zu bringen, wie sie von Donizetti und Romani ersonnen wurde.
Neuere Inszenierungen von L’elisir d’amore beinhalten dagegen häufig eine Verlegung von Ort und Zeit der Handlung, wobei Argumente vorgebracht werden wie etwa, dass die Oper sonst auf ein modernes Publikum „vorsintflutlich bieder“ wirken könnte, oder das Libretto sei „angestaubt, aus heutiger Perspektive allzu hausbacken“. Beispiele dafür sind Inszenierungen von Brian Large, der die Oper 1996 auf einem ländlichen Jahrmarkt der 1920er-Jahre spielen ließ (auf DVD verfügbar), von Damiano Michieletto in Graz, der die Oper an einen Badestrand mit „Strandbar, unzähligen Sonnenschirmen und munter herumtollenden Badegästen“ verlegte oder von Vera Nemirova in Bonn (2010), die die Oper in ein Wellness-Hotel positionierte; Christian Tschirner in Dortmund (2013) hat ein Lagerhaus als Ort gewählt und Andreas Baesler 2011 in Essen ein Sanatorium; Rolando Villazón wiederum verlegte bei seinem Regiedebüt 2012 in Deutschland (Festspielhaus Baden-Baden) die Oper an das Set der Aufnahmen zu einem fiktiven Western-Film, mit Nemorino als Komparsen und Adina als von ihm angehimmeltem Filmstar. Eine besonders weitgehende Umdeutung der Handlung, im Sinne des modernen Regietheaters, nahm David Bösch 2009 in seiner Münchner Inszenierung vor, die in einem zeitlosen Ambiente und mit explizitem Bezug auf das Werk Federico Fellinis einen Gegensatz zwischen alltäglicher Trostlosigkeit und Illusion entwickelt.

## Einordnung

### Gattung
L’elisir d’amore wird häufig als Opera buffa bezeichnet, Donizetti nannte sie in seiner Partitur „Opera Comica“, sie wird aber auch als „Melodramma (giocoso)“ geführt. Alberto Zedda, Herausgeber einer kritischen Ausgabe des Werks, bezeichnet sie als „commedia larmoyante“. Die unterschiedlichen Gattungsbegriffe verweisen auf den etwas ambivalenten Charakter dieser Oper, die Tendenzen zur gefühlvollen Opera semiseria aufweist.
Die besondere Mischung von komischen und ernsten Elementen in L’elisir d’amore stellte schon der Kritiker der Uraufführung fest. Francesco Pezzi schrieb 1832 in der Gazzetta privilegiata di Milano: „Der musikalische Stil dieser Partitur ist lebhaft, glänzend, dem Buffo-Genre treu. Die Übergänge zwischen buffo und serio laufen mit überraschenden Schattierungen ab und die Gefühle werden mit der musikalischen Leidenschaft behandelt, für die der Komponist von Anna Bolena berühmt ist.“
Auch im geschichtlichen Bezug spielt Donizetti mit komischen und ernsten Elementen. Zur Zeit der Entstehung grassierte in diesen Jahren die Cholera in Süditalien. Rotwein und das «Solanum Dulcamara» (ein Nachtschattengewächs) waren gängige Mittel im Kampf gegen diese oft tödlich verlaufende Durchfallerkrankung. Also ist es kein Zufall, dass ein gewisser Dr. Dulcamara dem gutgläubigen Nemorino eine Flasche Wein verkauft. So ist diese Oper eine Komödie mit einem bösen doppelten Boden.
Ähnlich äußerten sich auch spätere Autoren, so sieht Zedda gerade in der „Mischung der Gattungen“ das Erfolgsrezept dieser Oper. Auch Robert Steiner-Isenmann meinte, dass das Werk nicht bloß eine ausgelassene, fröhliche Komödie ist – dafür ist zu oft vom Tod die Rede: „Weil [Nemorinos] Sehnsucht nach erotischer Erfüllung nicht befriedigt wird, verzehrt er sich in Liebeskummer und treibt dem Tod entgegen. Damit steht er im gewohnten Zwiespalt der Figuren von Donizettis Seria-Opernwelt: dem Zwiespalt zwischen Liebeshunger (einer Form von Lebenslust) und Todesdrang“. Die Buffo-Elemente der Oper sind vor allem auf die Figuren des Belcore und des Dulcamara konzentriert, sie machen aber nicht den Kern der Oper aus. Allerdings fehlt auch die für eine Semiseria typische Figurenkonstellation.

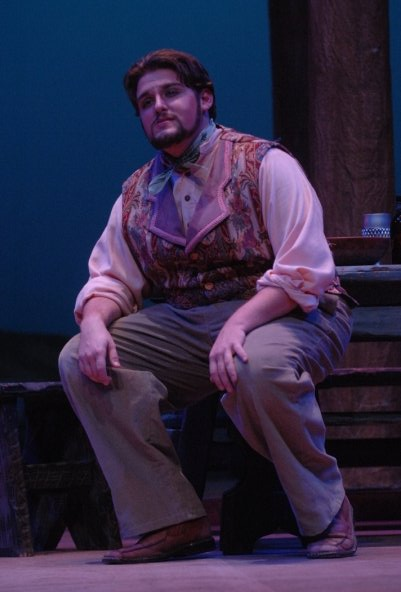
Casey Candebat als Nemorino in einer Aufführung der Loyola University New Orleans 2009

Die Partien des Belcore und insbesondere die des Dulcamara sind zwar, wie in der Buffo-Oper üblich, stark parodistisch angelegt und dementsprechend beliebt bei komödiantisch veranlagten Baritonen. Die beiden Hauptpartien sind etwas anders gelagert, erinnern aber durchaus noch an die Liebespaare der commedia dell’arte: das gilt sowohl für Adina als kokette, unberechenbar „kapriziöse“, hochnäsige, bisweilen auch boshafte Gutsbesitzerin; aber auch für Nemorino (das heißt „kleiner Niemand“). Dieser ist eine komplexe Figur, die an den romantischen und traurigen Pierrot angelehnt zu sein scheint: seine Einfältigkeit und mangelnde Bildung (er kann offenbar weder schreiben noch lesen), sowie die Szenen, in denen er sich mit dem Liebestrank „volllaufen“ lässt, bieten durchaus gewisse clowneske Möglichkeiten – William Weaver wies z. B. darauf hin, dass „ein gewitzter Tenor“ dabei „zum Lachen reizen“ sollte, ohne platt den „Hanswurst“ zu mimen. Zugleich schrieb Donizetti aber für Nemorino eine weitgehend ernste und poetische Musik, in der oft Schmerz und Verzweiflung überwiegen. Christiane Frobenius sieht ihn daher „beinahe in der Nähe der romantischen Weltschmerz-Helden von Donizettis ernsten Opern wie auch von Verdis Ernani und Jacopo Foscari“. Ähnliches gilt selbst für seine beiden Duette mit den Buffos, jeweils im ersten (Voglio dire, lo stupendo elisir) und im zweiten Akt (Venti scudi); parodistische Elemente sind hier vor allem in den Bariton-Rollen zu finden.

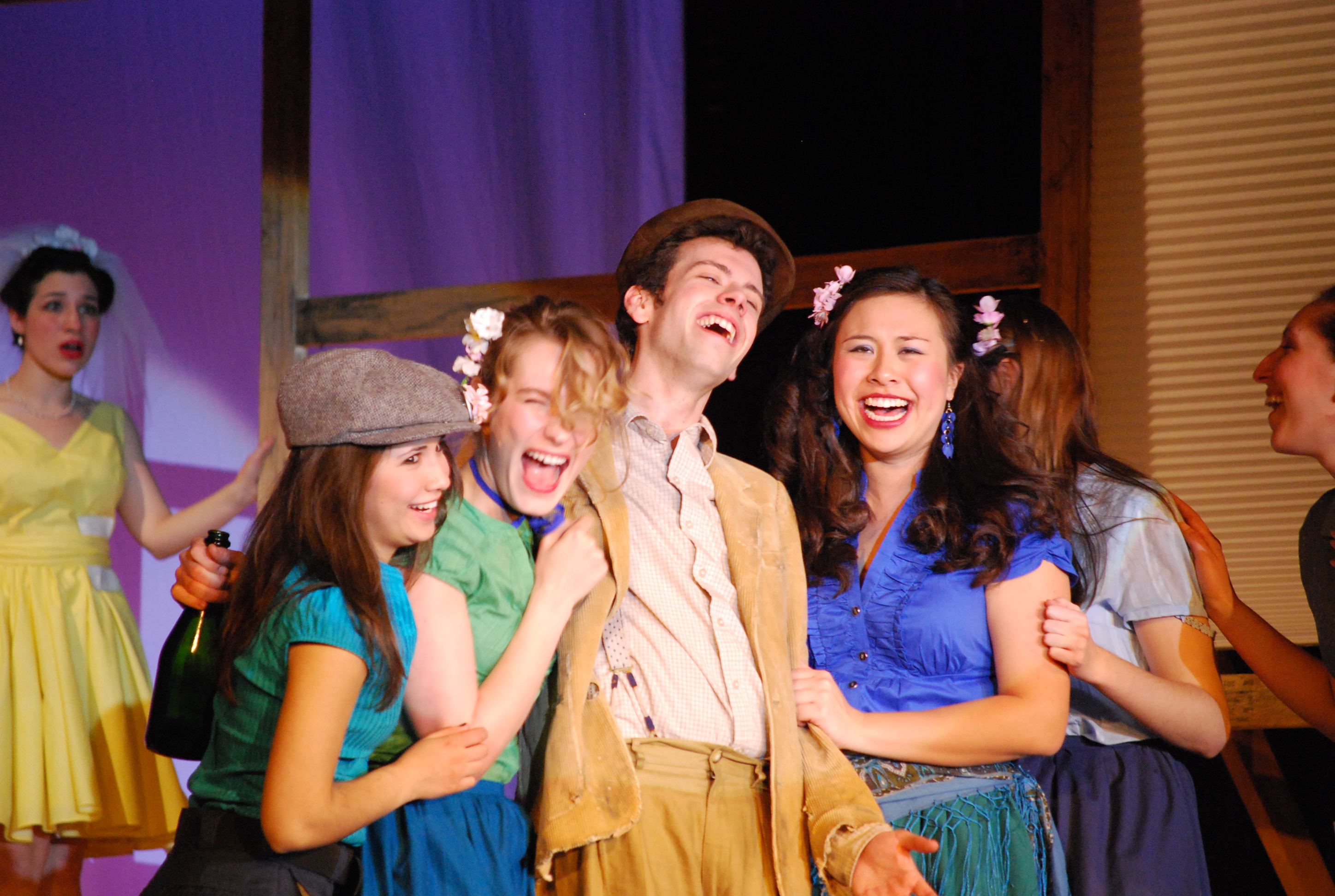
Nemorino genießt die vermeintliche Wirkung des Liebestranks, Szene aus einer Inszenierung der Brown Opera Productions, Frühjahr 2009

Besonders deutlich wird der besondere Charakter der Partie an der bekanntesten Nummer der Oper, der Romanze Una furtiva lagrima. Nemorino singt sie in dem Moment, als er zum ersten Mal bei Adina Zuneigung erkennt. Passend zum Text („Eine verstohlene Träne…“) setzte Donizetti dies als melancholische Romanze in b-Moll, in der wieder vom Tod die Rede ist: „…si può morir“. Sie spricht den „Wunsch nach dem Tod“ „unmissverständlich aus [und] inspirierte den Komponisten zu einem erschütternden Ausbruch von Wohlklang und Melodie.“ – „Der fassungslose Schmerz ist selten so vollkommene Melodie geworden wie in Nemorinos Romanze, das Erschrecken vor dem eigenen Übermut nie so zwingend in eine nachempfundene Zäsur des Kontext gesetzt wie in der Peripetie des Trios aus dem 1. Akt.“:748 Der schillernde, relativ ernste Charakter der männlichen Hauptfigur, die inmitten eines zum Teil ausgelassenen Buffo-Spektakels aber auch zwischenzeitlich selber komische Szenen als Betrunkener hat, ist eine nicht ganz einfache Herausforderung für die darstellerischen Qualitäten eines Tenors.

### Donizetti und Bellini
L’elisir d’amore steht in enger Verbindung zu Bellinis ein Jahr früher uraufgeführten Oper La sonnambula (1831) und stellt in gewisser Hinsicht einen Gegenentwurf Donizettis dar, der sich in seiner überaus melodiösen, sensiblen und teilweise elegischen Musik hier deutlich von Bellinis Vorbild inspiriert zeigt. Auch diese Oper spielt „in ländlich-kleinbürgerlichem Milieu“, in beiden Opern sind die Protagonisten zwar in schwerwiegende Konflikte involviert, aber beide Opern enden mit einem „lieto fine“ (gutes Ende), es gibt also keine Opern-Leichen. Beide Werke halten sich damit an die von der Ständeklausel geforderte Weltsicht, nach der „tragische Schicksale“ nur für Personen „von Stand“ in Frage kommen:749: „… vor Pietro Mascagnis Cavalleria rusticana (1890) gibt es keine bäuerliche Tragödie auf dem italienischen Operntheater.“ Die Musik von Donizetti und Bellini geht bereits über diese Sichtweise hinaus; beide Opern stehen damit auch den Da-Ponte-Opern Mozarts nahe.:748
Dennoch muss darauf hingewiesen werden, dass die beiden Opern nicht wirklich demselben Genre angehören: La sonnambula ist eine Opera semiseria in der Nachfolge der comédie larmoyante (und von Paisiellos Nina), sprengt aber sogar diese Gattungsgrenzen, weil sie nicht einmal eine einzige noch so kleine Buffo-Partie enthält, wie es gattungstypisch wäre (beispielsweise in Rossinis Semiseria La gazza ladra von 1817 oder in Donizettis Linda di Chamounix von 1842), und weil Bellini selbst potentiell komische Situationen „entschärft“ und mit völligem Ernst behandelt. In L’elisir d’amore dagegen ist das Buffo-Element essentiell, hier gewinnt die eindeutig komische, wenn auch feinsinnig und ungewöhnlich poetisch gezeichnete Handlung „ihr romantisches Eigenleben erst aus dem Kontrast mit den beiden Bufforollen …“:749 (Belcore, Dulcamara). Auch diese werden von Donizetti sehr fantasievoll behandelt: In Dulcamaras Auftritten, vor allem in der Auftrittsarie „Udite, udite o rustici“, erweitert er das Repertoire seiner komödiantischen Möglichkeiten durch „das Ausbrechen aus der melodischen Linie, die jähe Forcierung der Tempi, das Gegeneinander widerstreitender Haltungen in kontrastierenden Motiven, die mitreißende oder reißerische Bewegung in den Schlusspartien einzelner Nummern …“:749f

## Musik

### Kritische Ausgabe
Entsprechend der zeitgenössischen Aufführungspraxis passten die Sänger ihre Partien oft an die eigenen Möglichkeiten und den persönlichen Geschmack an. Solche eigenmächtigen Veränderungen sickerten im Lauf der Zeit in die Partitur ein. So wurden nuancierte Anweisungen unterstrichen, überbetont und verfälscht, „Phrasierungen und Artikulationen wurden verändert, Legati durch Staccati ersetzt und umgekehrt. Insbesondere in den Vokalpartien sind die zahlreichen, sehr sorgfältigen Hinweise zur Interpretation vielfach zusammengestrichen worden.“ Diese Änderungen veränderten das „klangliche Klima der Oper“ und ließen sie insgesamt plakativer und vordergründiger erscheinen.
Diese Veränderungen wurden später unter einer veränderten Aufführungspraxis, die nun zu einer Kanonisierung der (meist aber noch nicht kritisch edierten) Partituren neigte, als unverrückbar angesehen, sodass die Verfälschungen zum Standard wurden. 1979 bereinigte Alberto Zedda die Partitur von L’elisir d’amore in einer kritischen Ausgabe, er korrigierte Schreibfehler ebenso wie „Parasiten“, Zusätze und Einschübe. Seine Ausgabe brachte auch Veränderungen zutage, die Donizetti selbst vermutlich im Herbst 1843 vorgenommen hatte, die jedoch nicht Eingang in die Standardpartitur gefunden hatten. Dazu zählt vor allem eine neue Fassung des Finales, in dem nun Adina mehr Gewicht erhält, sowie nicht unwesentliche Änderungen an der Romanze Una furtiva lagrima, die Donizetti außerdem in einer Zweitfassung für einen baritonalen Tenor eine Terz nach unten nach g-moll transponierte.
Manche CD-Einspielungen machen einen Kompromiss zwischen der „Original“-Version und den Ergänzungen von 1843, so sang beispielsweise Roberto Alagna 1997 die weniger bekannte g-moll Version von Una furtiva lagrima in der Einspielung mit Angela Gheorghiu unter Evelino Pidò (Decca), während Adinas zusätzliche virtuose Cabaletta Nel dolce incanto di tal momento im Finale bereits 1970 von Joan Sutherland aufgenommen wurde (Einspielung mit Pavarotti unter Bonynge für Decca).

### Instrumentierung
Alberto Zedda schlug für L’elisir d’amore bereits 1993 „…die Verwendung von alten Instrumenten“ vor, weil dies seiner Meinung nach dazu beitragen könne, dass „… die Stimmen nicht überdeckt werden.“
Pipers Enzyklopädie des Musiktheaters nennt die folgende Besetzung:
- Holzbläser: zwei Flöten (2. auch Piccolo), zwei Oboen, zwei Klarinetten, zwei Fagotte
- Blechbläser: zwei Hörner, zwei Trompeten, drei Posaunen
- Pauken, große Trommel
- Harfe
- Streicher
- Basso continuo
- Bühnenmusik hinter der Szene: kleine Trommel
- Bühnenmusik auf der Szene:
  - Kornett (vom Mohren gespielt)
  - Banda (nicht differenziert, von den Regimentsbläsern gespielt)

### Musiknummern
Erster Akt
- Preludio und Chor: Bel conforto al mietitore (Giannetta, Chor)
- Cavatine: Quanto è bella, quanto è cara (Nemorino, Giannetta, Chor)
- Szene und Cavatine: Benedette queste carte… Della crudele Isotta (Adina, Giannetta, Nemorino, Chor)
- Marziale
  - Cavatine: Come Paride vezzoso (Belcore, Adina, Giannetta, Nemorino, Chor)
  - Rezitativ: Intanto, o mia ragazza (Belcore, Adina, Chor)
- Szene und Duett: Una parola o Adina… Chiedi all’aura lusinghiera (Nemorino, Adina)
- Chor: Che vuol dire codesta sonata? (Chor)
- Cavatine: Udite, udite, o rustici (Dulcamara, Chor)
- Rezitativ und Duett: Ardir! Ha forse il cielo mandato… Voglio dire, lo stupendo elisir (Nemorino, Dulcamara)
- Finale I
  - Rezitativ: Caro elisir! sei mio! (Nemorino)
  - Szene und Duett: Lallarallara… Esulti pur la barbara (Nemorino, Adina)
  - Terzett: Tran, tran, tran. In guerra ed in amor (Belcore, Adina, Nemorino)
  - Szene und Quartett: Signor sargente, di voi richiede la vostra gente… Adina credimi (Giannetta, Belcore, Nemorino, Adina, Chor)

Zweiter Akt
- Chor: Cantiamo, facciam brindisi (Belcore, Dulcamara, Giannetta, Adina, Chor)
- Rezitativ: Poiché cantar vi alletta (Dulcamara, Belcore, Giannetta, Chor)
- Barcarole: Io son ricco e tu sei bella (Dulcamara, Adina, Chor)
- Rezitativ: Silenzio! È qua il notaro (Belcore, Dulcamara, Adina, Giannetta, Chor)
- Rezitativ: Le feste nuziali (Dulcamara, Nemorino)
- Szene und Duett: La donna è un animale stravagante… Venti scudi (Belcore, Nemorino)
- Chor: Saria possibile (Chor)
- Quartett: Dell’elisir mirabile (Nemorino, Giannetta, Adina, Dulcamara, Chor)
- Rezitativ und Duett: Come sen va contento… Quanto amore (Adina, Dulcamara)
- Romanze: Una furtiva lagrima (Nemorino)Una furtiva lagrima
 Enrico Caruso, 1911
- Rezitativ: Eccola. Oh! qual le accresce beltà (Nemorino, Adina)
- Arie (Duett): Prendi, per me sei libero (Adina, Nemorino)
- Finale II
  - Rezitativ: Alto! Fronte! (Belcore, Adina, Dulcamara, Nemorino, Giannetta, Chor)
  - Arie: Ei corregge ogni difetto (Dulcamara, Adina, Nemorino, Belcore, Chor)

### Romanze des Nemorino
| Italienisch | Deutsche Übersetzung (Marie Adelaide, 2021) | Sehr freie deutsche Textfassung, Berlin 1834 |
| --- | --- | --- |
| Una furtiva lagrima negli occhi suoi spuntò: Quelle festose giovani invidiar sembrò. Che più cercando io vo? M’ama! Sì, m’ama, lo vedo. Lo vedo. Un solo istante i palpiti del suo bel cor sentir! I miei sospir, confondere per poco a’ suoi sospir! I palpiti, i palpiti sentir, confondere i miei coi suoi sospir… Cielo! Si può morir! Di più non chiedo, non chiedo. Ah, cielo! Si può! Si, può morir! Di più non chiedo, non chiedo. Si può morir! Si può morir d’amor. | Eine heimliche Träne quoll in ihren Augen, jene freudigen Mädchen schien sie zu beneiden: Was will ich noch mehr? Sie liebt mich, ja, sie liebt mich, das seh’ ich, das seh’ ich. Einen einzigen Moment das Klopfen ihres schönen Herzens spüren! Meine Seufzer nur kurz mit ihren Seufzern vereinen! Das Klopfen ihres Herzens spüren! Ihre Seufzer mit den meinen vereinen! Himmel, dann kann man sterben, mehr verlang’ ich nicht. Ach, Himmel, ja, dann kann man, kann man sterben, mehr verlang’ ich nicht. | Wohl drang aus ihrem Herzen Ein Seufzer zu mir her, Und bei der Mädchen Scherzen Hob ihre Brust sich schwer! Was will mein Herz noch mehr? Liebe, sie fühlet deine Macht, Ja, deine Macht! Hinge ihr Auge nur einmal Liebend an meinem Blick; Gäb’ mir ihr Mund nur einmal Der Liebe Wort zurück. Ach, gäbe sie mit schmachtendem Blick Der Liebe süß Geständnis zurück! Mag dann der Tod mir drohn, Ach, mir ward der schönste Lohn! |

## Diskographie (Auswahl)
- 1955; Francesco Molinari-Pradelli; Giuseppe Di Stefano, Hilde Güden, Renato Capecchi, Fernando Corena; Decca
- 1967; Francesco Molinari-Pradelli; Nicolai Gedda, Mirella Freni, Mario Sereni, Renato Capecchi; EMI
- 1970; Richard Bonynge; Luciano Pavarotti, Joan Sutherland, Dominic Cossa, Spiro Malas; Decca
- 1977; John Pritchard; Plácido Domingo, Ileana Cotrubaș, Ingvar Wixell, Geraint Evans; Sony
- 1984; Claudio Scimone; José Carreras, Katia Ricciarelli, Leo Nucci, Domenico Trimarchi; Philips Records
- 1987; Gabriele Ferro; Gösta Winbergh, Barbara Bonney, Rolando Panerai, Bernd Weikl; Deutsche Grammophon
- 1988; Hubert Soudant; Chris Merritt, Adelina Scarabelli, Sesto Bruscantini, Angelo Romero, Barbara Briscik; Nuova Era Records
- 1990; James Levine; Luciano Pavarotti, Kathleen Battle, Leo Nucci, Enzo Dara; Deutsche Grammophon
- 1992; Marcello Viotti; Roberto Alagna, Mariella Devia, Pietro Spagnoli, Bruno Praticò; Erato
- 1997; Evelino Pidò, Angela Gheorghiu, Roberto Alagna, Roberto Scaltriti, Simone Alaimo; Decco (CD und DVD)
- 2006; Alfred Eschwé; Anna Netrebko, Rolando Villazón, Leo Nucci, Ildebrando D’Arcangelo; Emi (DVD)
- 2009; Maurizio Benini; Peter Auty, Ekaterina Siurina, Luciano Di Pasquale, Alfredo Daza; OPUS ARTE